# Décès en 988
Décès
- 984
- 985
- 986
- 987
- 988
- 989
- 990
- 991
- 992

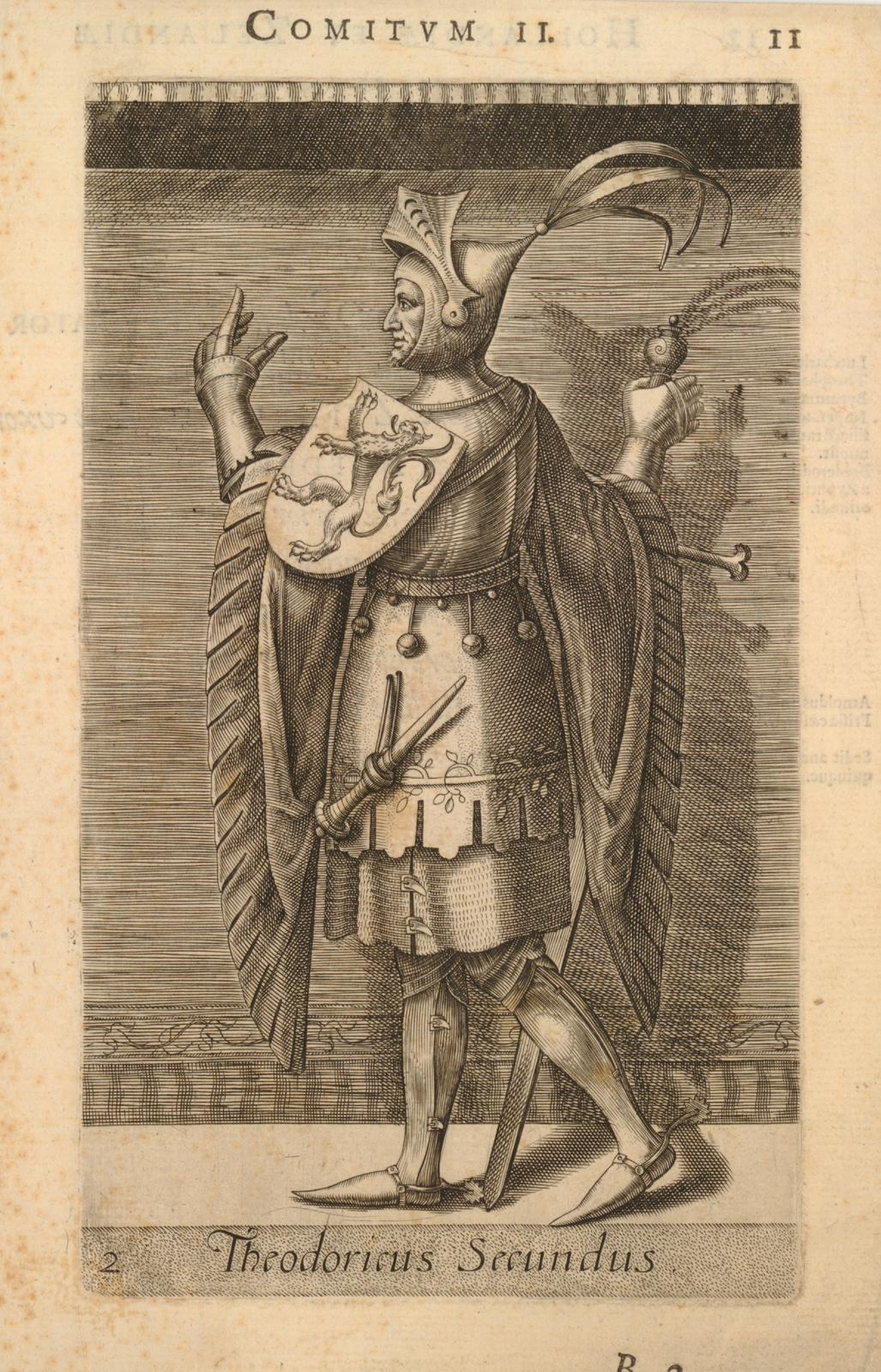
Thierry II de Frise occidentale, mort en 988.

Cette page dresse une liste de personnalités mortes au cours de l'année 988 :
- 23 mars : Arnoul II de Flandre[1].
- 6 mai : Thierry II de Frise occidentale, comte de Frise occidentale.
- 19 mai : Dunstan de Cantorbéry, archevêque de Cantorbéry, conseiller du roi Edgar le Pacifique.

- Bagrat Bagration, prince géorgien de la dynastie des Bagrations.
- Soumbat II d'Artanoudji-Calarzène, prince d'Artanoudji-Calarzène.
- Guérech de Bretagne, comte de Nantes et duc de Bretagne.
- Adalbéron II de Verdun, évêque de Verdun.
- Owain ap Hywel, roi de Deheubarth.

## Crédit d'auteurs
- Cet article est partiellement ou en totalité issu de l'article intitulé « 988 » (voir la liste des auteurs).